# Natalia Málaga
Natalia Málaga Dibos, född 26 januari 1964 i Lima, är en peruansk före detta volleybollspelare.
Málaga blev olympisk silvermedaljör i volleyboll vid sommarspelen 1988 i Seoul. Efter sin aktiva karriär har hon varit tränare för framförallt olika åldersklasser av Perus juniorlandslag.

## Klubbar som spelare[2]
| År                  | Klubb                     |
| ------------------- | ------------------------- |
| 1983/1984           | Club Sporting Cristal     |
| 1984/1985           | Hyosung Corp              |
| 1986/1987-1987/1988 | Club de Regatas Lima      |
| 1989/1990           | Volley 2000 Spezzano      |
| 1992/1993-1993/1994 | Alianza Lima              |
| 1994/1995           | AA São Caetano            |
| 1995/1996           | Deportivo Jaamsa          |
| 1996/1997           | Club de Regatas Lima      |
| 1997/1998           | Mesbla/Recra Brazil       |
| 1999/2000-2000/2001 | ABC San Felipe            |
| 2000/2001           | Petrobras/Força Olímpica  |
| 2001/2002           | Automóvel Clube de Campos |
| 2007/2008           | Club de Regatas Lima      |